# Старобаширово
Старобаши́рово (баш.  Иҫке Бәшир) — село в Чекмагушевском районе Республики Башкортостан Российской Федерации. Центр Башировского сельсовета.

## География

### Географическое положение
Возле села р. Совады впадает в р. Чермасан.
Расстояние до:
- районного центра (Чекмагуш): 27 км,
- ближайшей ж/д станции (Уфа): 83 км.

## История
В «Списке населенных мест по сведениям 1870 года», изданном в 1877 году, населённый пункт упомянут как деревня Баширова 4-го стана Белебеевского уезда Уфимской губернии. Располагалась при речке Саваде, по правую сторону просёлочной дороги из Белебея в Бирск, в 140 верстах от уездного города Белебея и в 60 верстах от становой квартиры в деревне Курачева. В деревне, в 43 дворах жили 261 человек (129 мужчин и 132 женщины, татары, башкиры), была мечеть.

## Население
| 2002 | 2009 | 2010 |
| ---- | ---- | ---- |
| 475  | ↘472 | ↘410 |

Национальный состав
Согласно переписи 2002 года, преобладающие национальности — татары (56 %), башкиры (43 %).

## Образование
- Средняя общеобразовательная школа[6].

## Религия
В селе есть мечеть.

## Известные уроженцы
- Латыпов, Габдрахман Хакимович — Герой Советского Союза.